# Riccardo Zinna
Riccardo Zinna, né à Naples le 18 mai 1958 et mort dans la même ville le 20 septembre 2018, est un acteur et musicien italien.

## Biographie
Riccardo Zinna  a étudié auprès de Augusto Perez à l'Accademia di Belle Arti di Napoli et au Conservatorio Licinio Refice,. Il a commencé sa carrière d'acteur au théâtre en 1975,. Riccardo Zinna était aussi un guitariste, trompettiste et compositeur,,. Il est mort d'un cancer du pancréas le 20 septembre 2018 à l'âge de 60 ans,. Ses funérailles ont eu lieu en l'église de Santa Maria del Buon Consiglio à Naples.

## Filmographie partielle
- 1991 : Le Porteur de serviette (Il portaborse ) de Daniele Luchetti
- 1993 : La Grande Citrouille (Il grande cocomero) de Francesca Archibugi
- 1993 :  Journal intime (Caro diario) de Nanni Moretti
- 1993 : Arriva la bufera de Daniele Luchetti
- 1997 : Nirvana de Gabriele Salvatores
- 2000 : Denti de Gabriele Salvatores
- 2001 : Luce dei miei occhi de Giuseppe Piccioni
- 2002 : Incantesimo napoletano  de Paolo Genovese et Luca Miniero
- 2003 : L'Été où j'ai grandi (Io non ho paura) de Gabriele Salvatores
- 2003 : Souviens-toi de moi (Ricordati di me) de Gabriele Muccino
- 2006 : Arrivederci amore, ciao de Michele Soavi
- 2008 : Gomorra de Matteo Garrone
- 2010 : Benvenuti al Sud de Luca Miniero
- 2013 : Le Clan des gangsters (Educazione siberiana) de Gabriele Salvatores